# Oorlog van de Quadruple Alliantie
De Oorlog van de Quadruple Alliantie was een oorlog van 1718 tot 1720 tussen Spanje en de Quadruple Alliantie of Vierbond bestaande uit Oostenrijk, Frankrijk, Groot-Brittannië en de Nederlandse Republiek.
Aanleiding tot het conflict waren aanspraken die Filips V van Spanje deed gelden in Italië. Ook hoopte Filips V als kleinzoon van Lodewijk XIV op de Franse troon. Na het overlijden van Lodewijk XIV in 1715 was alleen zijn achterkleinzoon Lodewijk XV over als rechtmatig erfelijk troonopvolger; Filips V was bij de Vrede van Utrecht uitgesloten van troonopvolging. 
Als reactie op de Spaanse aanspraken vormden Frankrijk, Groot-Brittannië en de Republiek de Triple Alliantie oftewel de Driebond. Toen Spanje Sardinië en Sicilië binnenviel, die bij de Vrede van Utrecht respectievelijk aan Oostenrijk en de hertog van Savoye waren toebedeeld, sloot Oostenrijk zich bij het verbond aan.
De Britse vloot verscheepte een klein Oostenrijks leger naar Sicilië en Franse troepen drongen Noord-Spanje binnen. De oorlog verliep niet goed voor Spanje. Bij de vrede van het Verdrag van Den Haag (1720) zag Filips af van zijn aanspraken in Italië. Savoye gaf Sicilië aan Oostenrijk in ruil voor Sardinië.